# Persona (teatro)

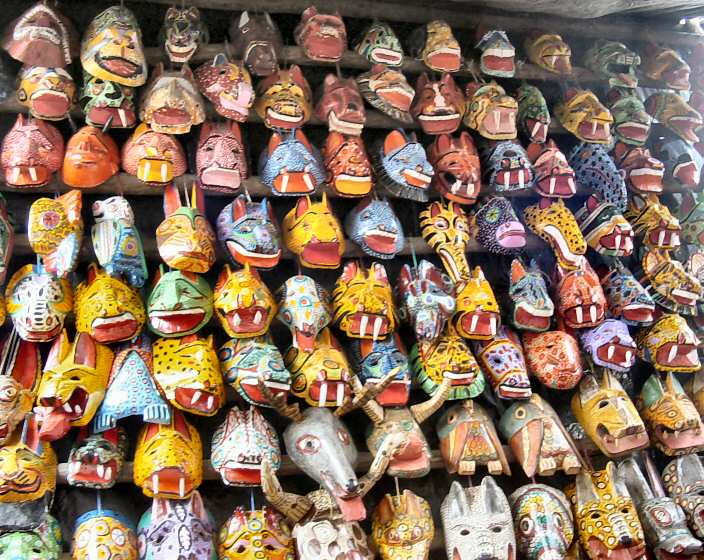
Persona significa literalmente "máscara", apesar de normalmente não se referir a uma máscara literal mas às "máscaras sociais" que todos os seres humanos supostamente vestem.

Persona, no uso coloquial, é um papel social ou personagem vivido por um ator. É uma palavra italiana derivada do Latim para um tipo de máscara feita para ressoar com a voz do ator (per sonare sigifica "soar através de"), permitindo que fosse bem ouvida pelos espectadores, bem como para dar ao ator a aparência que o papel exigia.
A palavra latina derivada da palavra etrusca "phersu", com o mesmo significado, e seu significado no último período Romano alterado para indicar uma "personagem" de uma performance teatral.

## Em comunicação
No estudo da comunicação, persona é um termo dado para descrever as versões de si mesmo que todos os indivíduos possuem. Comportamentos são selecionados de acordo com a impressão desejada que um indivíduo deseja criar quando interage com outra pessoa. Portanto, a persona apresentada por outras pessoas variam de acordo com o ambiente social que a pessoa estiver inserida, em particular a persona mostrada perante os outros se diferenciarão da persona que um indivíduo irá apresentar quando ele/ela estiver sozinho.

## Em design
Quando usado no campo de design, a Persona é um artefato que consiste de uma narrativa relacionada a um modelo de comportamento diário desejado de um usuário ou cliente, usando detalhes específicos e não generalidades. Um artefato muito popular é o 'cartaz persona' que é normalmente apresentado em um formato de 18 polegadas com foto e texto. Para mais detalhes veja Persona (marketing).

## Em marketing
Personas são usados em marketing (e publicidade) através da criação de um persona de marketing que representa um grupo ou segmento de clientes para que a empresa possa concentrar seus esforços. Por exemplo, agências de publicidade online podem monitorar fotos, histórico de navegação e anúncios que as pessoas que navegam na internet geralmente selecionam ou escolhem clicar e, com base nesses dados, elas adaptam suas mercadorias a um público-alvo ou descrevem melhor os segmentos de clientes usando uma abordagem baseada em dados.

## Na música

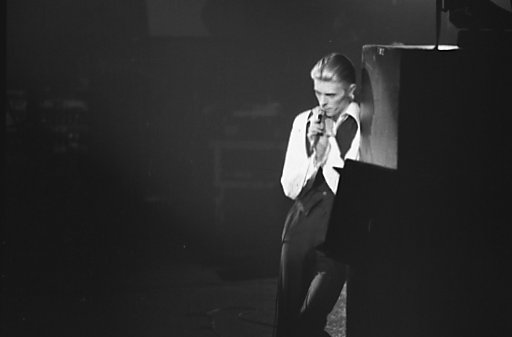
David Bowie como The Thin White Duke no Maple Leaf Gardens, Toronto 1976

Geralmente os intérpretes assumem um papel condizente com as canções que cantam no palco, embora eles também possam ser compositores. Por isso, muitos artistas performáticos utilizam uma persona, e alguns chegam a criar várias personagens, principalmente se sua carreira for muito longa e experimentar diversas mudanças ao longo dos tempos. É o caso de David Bowie, por exemplo, primeiramente memorável pelo alienígena Ziggy Stardust e depois pelo The Thin White Duke. Mais do que pseudônimos, são personagens independentes utilizados em álbuns (no caso, The Rise and Fall of Ziggy Stardust and the Spiders from Mars e Station to Station) e também nas apresentações do artista. No entanto, em música, a persona nem sempre significa mudança. Alguns autores, por exemplo, têm notado que o carisma de Bob Dylan deve-se muito a sua quase estereotipada figura, sempre com uma gaita, violão, e com seu característico cabelo e roupas. A persona também serve para reivindicar alguma questão ou chamar a atenção para determinado tema; é o caso de Marilyn Manson e seu interesse pela morte e morbidez e Madonna e seu interesse pela sexualidade.
O conceito de persona na música foi introduzido por Edward T. Cone em seu The Composer's Voice (1974), que tratava da relação do eu-lírico numa letra de música e seu compositor. Hoje em dia o conceito de persona pode ser usado para referir-se também a um instrumentista, como um pianista e seu modo de tocar o piano, embora o termo seja mais aplicado às nuances da voz e da performance de um vocalista num álbum de estúdio ou num show ao vivo, como acontece com Maria Bethânia, Elis Regina, Edith Piaf, Nina Simone e também com Mick Jagger dos The Rolling Stones, que assume a forma de Satã na música "Sympathy for the Devil" e a de uma dona-de casa em "Slave", etc. É notável também o caso do álbum Sgt. Pepper's Lonely Hearts Club Band dos The Beatles que apresenta um group persona, especialmente o Billy Shears "interpretado" pelo baterista Ringo Starr.